# Morala
Morala, moralnost (lat. mos, mores = običaj) označuje obliko človekovega odnosa do sveta, drugih ljudi in do sebe. Manifestira se v motivaciji postopanja, ocenjevanju moralno relevantnih dejanj, dobrih in slabih. Nanaša se torej na tisto, kar je dobro in kar je slabo, kar je pravilno in kar je napačno pri človekovi osebnosti in njegovem postopanju. Je potemtakem lahko celota moralnih vrednot in običajev v neki družbi. Občutek za moralnost krepimo s svojo vestjo.
Predstavlja eno od oblik družbeno-zgodovinskega obstanka človeka (poleg religije, prava, politike, države ipd.) in se torej v času spreminja, tako v smiselnem obsegu kot v vsebini. Lahko bi rekli, da je morala ena od oblik človeške družbene zavesti. Soroden izraz je etika.
Morala se pravzaprav začenja tam, kjer človek svojo individualnost uskljajuje in podreja zahtevam življenja v skupnosti. Tako morala vključuje pravila, norme, kategorije, ideale, pogosto nepisane predpise, ki veljajo tako za posameznike kot za celotne skupnosti. 

## Moralna vprašanja
Različni misleci so moralo razumeli različno. Zagotvo pa morala izvira iz človekove svobode in njegove sposobnosti ustvarjanja, pa tudi iz njegovega občutka odgovornosti ter samokaznovanja. Morala je tako neizbežni sestavni del človeka kot bitja in je ni mogoče omejiti samo na eno vrsto morale, denimo, krščansko moralo. Bitje, ki ni moralno, tudi ni več človeško bitje v polnem pomenu te besede. 
Morala tako postane osnova človekovega obstoja, brez morale je človek degradiran v nečloveka, v monstrum, ki ni ne žival ne človek. Zato se v vsaki obliki morale in nuce nahaja določena etika, etična koncepcija, ki temelji na nasprotnosti med biti, bivanjem in potrebo.
Toda težava je v tem, da moralno dobro ni edino dobro, kar vodi do vprašanja, kakšna je razlika med moralnim in nemoralnim, kar je v filozofiji sporno vprašanje. Eden od možnih odgovorov je, da se morala nanaša izključno na spolnost. Toda bolj verjetno bo pravilen odgovor, da je morala vse, kar se nanaša na odnos do drugih ljudi.  Nekateri odgovor iščejo in najdejo v Bogu, češ da je moralno tisto, kar veleva Bog, toda ta opredelitev je bržkone preveč omejena in ima teološko ozadje in ne antropološkega.

## Evolucija morale
Opazovanja bitij, ki živijo v skupnostih, pričajo o obnašanjih, ki jih pri ljudeh tolmačimo kot moralno obnašanje: altruizem, sodelovanje, spoštovanje ustaljenih pravil skupnosti. "Moralno" obnašanje opažamo pri s kako drugo značilnostjo je prisotnost moralnega (socialnega) obnašanja povezana z načinom življenja. Razlika je očitna med mačkami, ki so sorodne samotarskim prednikom in psi, ki izvirajo iz prednikov, ki so živeli v tropih. Elemente altruizma zasledimo pri netopirjih-krvosesih (Desmodus rotundus), ki živijo v velikih skupnostih. O tem je prvi poročal G. S. Wilkinson v letu 1984 in je bilo kasneje podrobno raziskovano. Marc Bekoff in Jessica Pierce v svoji knjigi Divja pravičnost: Moralna podoba živali  povzemata, da je morala nabor obnašanj, ki je skupno vsem družabno živečim živalim, od volkov, slonov, delfinov, in podgan do šimpanzov. Frans de Waal v knjigi Bonobo in ateisti: Človečnost pri primatih (2013)  prikazuje družabno obnašanje pri bonobih: posvojitev osirotelih otrok, pomirjanje po sporih, tolaženje prijateljev v težavah Tvega trditev, da so socialne živali v bistvu "dobre" (četudi sposobne krutosti) in, da se ravnajo v skladu s prednostim, ki jih nudi življenje v družbi. 
Opazovanja socialnih živali opravičujejo hipotezo, da je morala pri človeku plod razvoja vrste in posledica primerjalnih prednosti moralnega obnašanja za človeško skupnost.

## Morala kot znanost
Moralo je mogoče razumeti tudi kot znanost o dobrem in zlem, čeravno je to pojmovanje razmeroma redko. To je znanost o človekovem delovanju, kolikor je podvrženo dolžnosti in ima za cilj dobro.

## Izvor besede
Latinsko besedo moralis je iz besede mos skoval Cicero. Mos oziroma mores (v množini) pomeni običaji, nravi. Pomen je na tej ravni popolnoma enak grškemu ēthos (ἠθος), ki prav tako označuje običaje, zato sta v nekaterih kontekstih morala in etika sinonima in sta potemtakem izmenljiva.